# Tribunal Principal da Coroa em Lublin

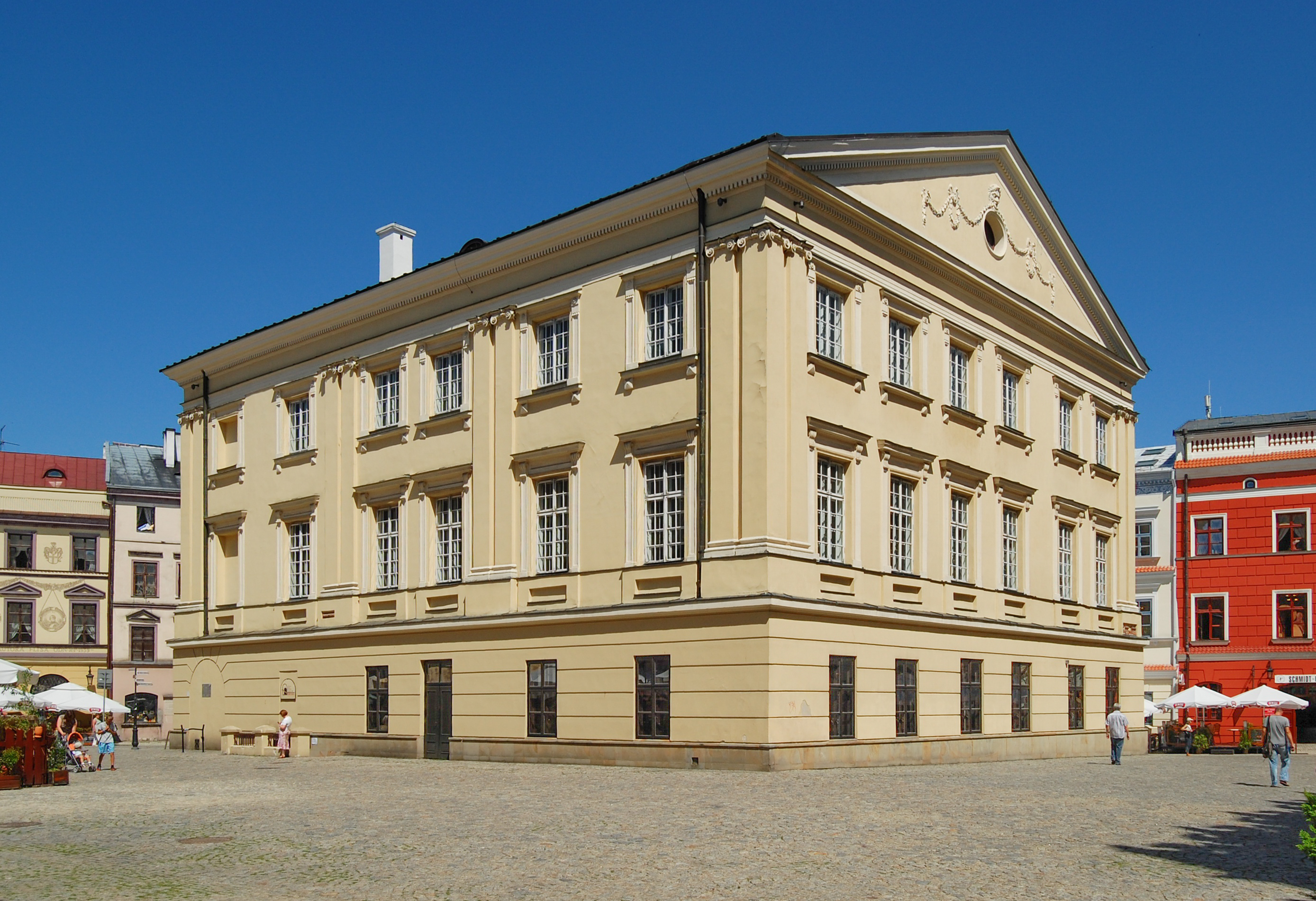
O Tribunal Principal da Coroa

O Tribunal Principal da Coroa em Lublin (em polonês/polaco: Trybunał Główny Koronny w Lublinie foi  mais alto tribunal de recurso da Coroa do Reino da Polônia e da República das Duas Nações para questões de direito fundiário, nobre na época, na Baixa Polónia/Pequena Polónia (Małopolska).

## A função do tribunal
Em 1578, uma nova instância de tribunal, o Tribunal da Coroa (Iudicium Ordinarium Generale Tribunalis Regni), foi estabelecido no Parlamento (Sejm) Geral em Varsóvia. O rei Stefan Batory, como iudex supremus, renunciou ao poder do juiz supremo ao tribunal estadual da nobreza. A partir de então, o Tribunal da Coroa passou a ser o tribunal supremo (de apelação) da nobreza.

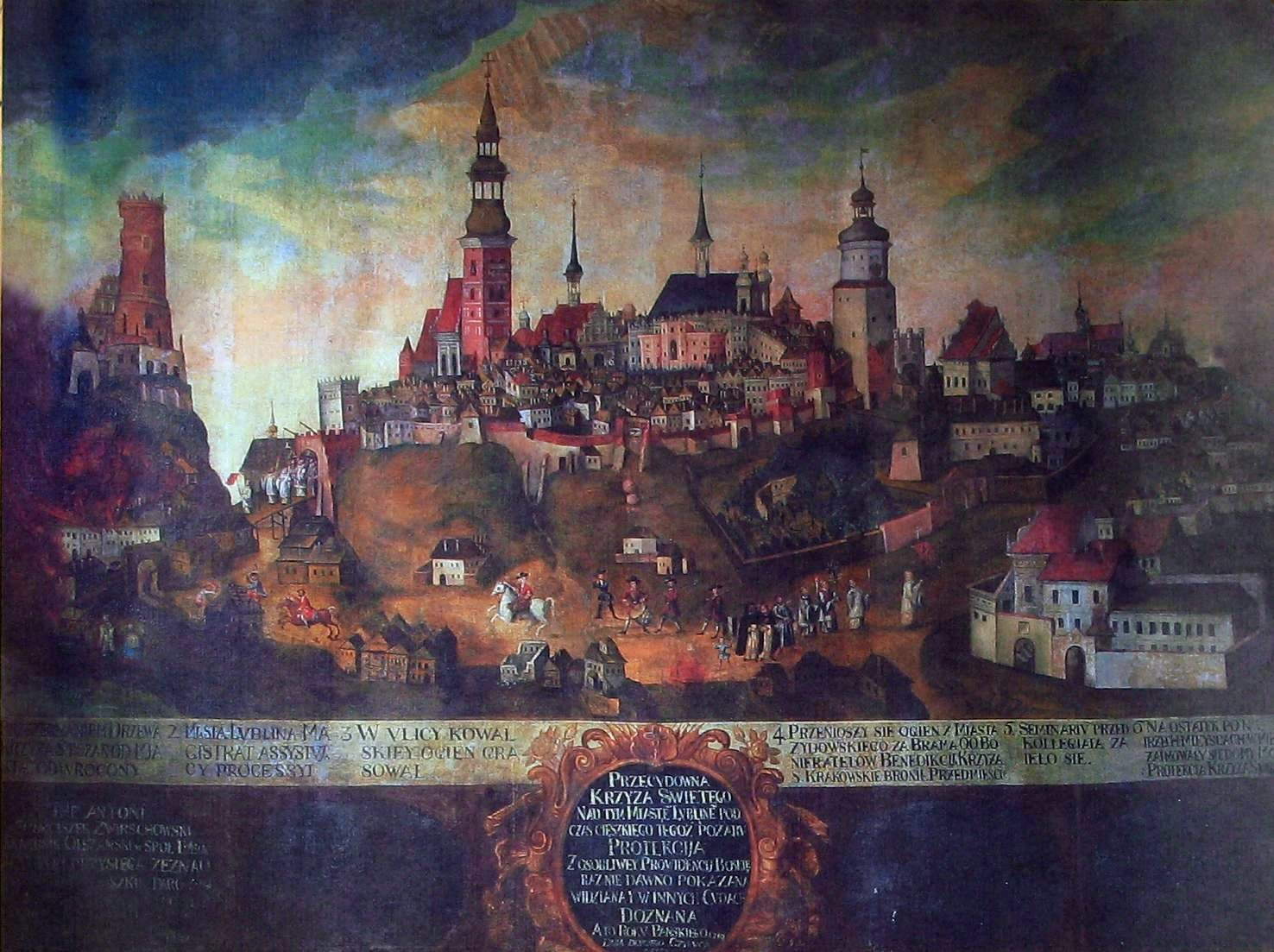
O edifício do Tribunal na pintura Incêndio da Cidade de Lublin de 1719

Segundo a constituição de 1578, apenas a Coroa estava sujeita ao tribunal. Os locais das sessões dos tribunais da coroa do tribunal são: Piotrków para Wielkopolska e Mazowsze, e Lublin para Małopolska. O Tribunal iniciou suas deliberações em Piotrków, onde julgou na segunda-feira após St. Martin (11 de novembro) ao Domingo de Ramos (Dominica Palmarum). Em Lublin, ele começou as deliberações na segunda-feira após o primeiro domingo após a Páscoa (Dominica Conductus Paschae) até que todos os assuntos trazidos em um determinado ano fossem esgotados, o que geralmente durava até St. Bartolomeu (24 de agosto). No entanto, já em 1611, na Sejm Ordinária de Varsóvia, foi tomada a decisão de "contribuir com tempo para os tribunais". A Constituição da Sejm de Convocação de 1764 dividiu o Tribunal da Coroa em dois tribunais separados e julgados simultaneamente: o Tribunal da Coroa da Grande Polônia e o Tribunal da Coroa de Małopolska. Essas mudanças não duraram muito. A Sejm Extraordinária da virada de 1767 e 1768 emitiu uma constituição chamada Junção do Tribunal da Coroa, que retornou a um Tribunal da Coroa para ambas as províncias. A composição do Tribunal da Coroa era composta por juízes chamados deputados, eleitos a cada ano entre a nobreza, os chamados deputados leigos e clérigos, os chamados deputados do clero. O tribunal era chefiado pelo marechal eleito entre os deputados seculares e pelo presidente, que sempre foi deputado do capítulo de Gniezno.

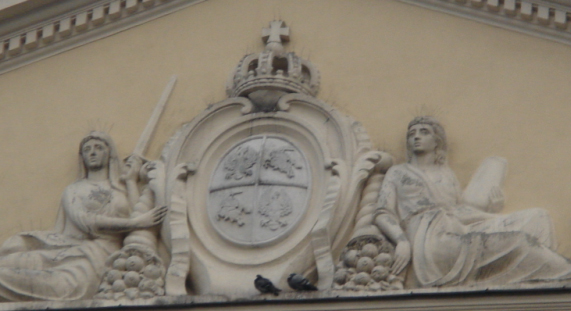
Tribunal da Coroa, tema com Águia Polonesa e Vytis da Lituânia

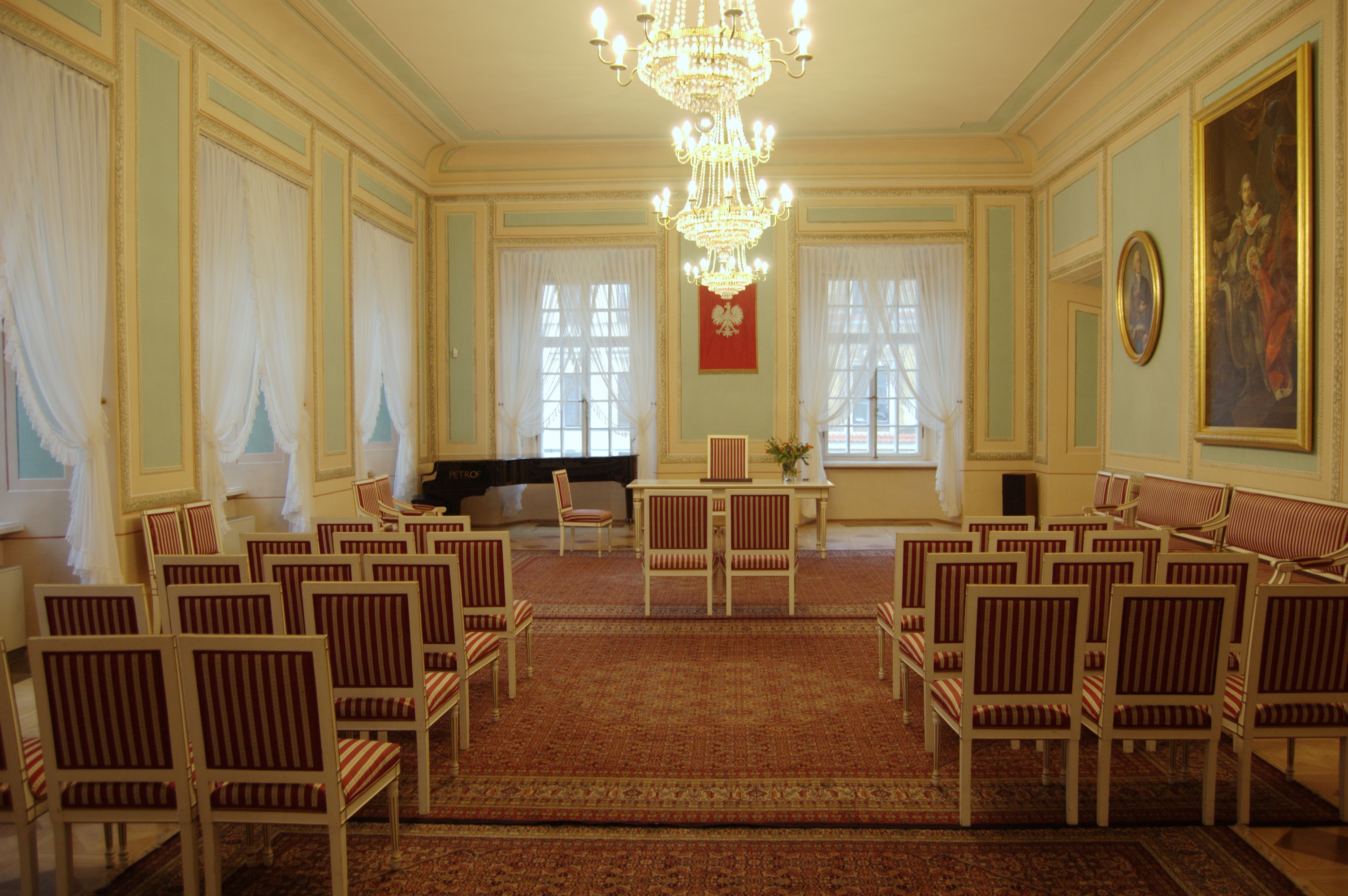
Uma das salas do edifício do Tribunal de Lublin, atualmente usada como Salão do Casamento

Graças ao Tribunal, Lublin se tornou o centro legal da nobreza polonesa. Com o colapso dos centros universitários de formação de advogados, o tribunal tornou-se uma universidade para muitos palestinos, e foi aqui que eles deram os primeiros passos e adquiriram aprendizagens. Este fato também foi influenciado positivamente pela proximidade da Academia Zamojska, onde se estudava Direito. Lublin atraiu candidatos para estudar direito não só do território da República da Polônia, mas também estrangeiros. O papel do Tribunal na vida da cidade também deve ser sublinhado. Foi graças a ele que Lublin não só se transformou na capital dos tribunais, mas também se desenvolveu rapidamente. Quase imediatamente após seu estabelecimento, os palácios dos magnatas e casas senhoriais começaram a crescer em Lublin. Durante a sessão do tribunal, a vida em Lublin foi animada. Após a perda da independência, o Tribunal da Coroa de Lublin, bem como outros tribunais nobres das antigas autoridades polonesas, foram fechados. Os arquivos do Tribunal da Coroa em Lublin, mantidos nos arquivos da corte, localizados no refeitório do mosteiro dominicano, em 1811 foram transferidos para o mosteiro Bernardino e, em 1827, transferidos para o recém-criado Arquivo de Registros Históricos em Lublin. Nos anos de 1836 a 1840, eles foram transferidos integralmente para os Arquivos de Registros Históricos de Varsóvia, onde foram completamente destruídos durante a Revolta de Varsóvia em 1944.

## A história do edifício
O atual edifício do Tribunal da Coroa, erguido na Praça da Cidade Velha em Lublin, substituiu a antiga prefeitura de madeira, incendiada em 1389. Inicialmente, o prédio recém-construído serviu de prefeitura e, a partir de 1578, abrigou o Tribunal da Coroa para a nobreza da Pequena Polónia.
O edifício gótico da antiga Câmara Municipal foi erguido no século XIV e era uma estrutura de madeira com duas torres e escada externa. A então prefeitura queimou no incêndio de Lublin em 1389, e outro edifício maior de tijolos foi erguido aqui também em estilo gótico. Na primeira metade do século XVI, durante a reconstrução do edifício, foi dado um aspecto renascentista. Entre outras coisas, foi coberto com um sótão e escadas externas foram adicionadas ao primeiro andar.
Depois de outro incêndio em Lublin em 1575, o prédio foi reconstruído no estilo renascentista e deveria fazer referência às prefeituras de Sandomierz e Tarnów. Na década de 1780, houve outro, desta vez uma reconstrução barroca do edifício da cidade velha. O segundo andar foi acrescentado e a torre reconstruída, sendo que o aspecto barroco do edifício é evidenciado pelo quadro Incêndio da Cidade de Lublin de 1719, agora localizado na igreja de Dominicanos.
Nos anos de 1781 a 1787, o prédio do Tribunal foi reconstruído para sua aparência atual de acordo com o projeto de Dominik Merlini, ou seja, o arquiteto da corte de Stanisław August Poniatowski. Foi então dado um aspecto classicista, o edifício foi ampliado e ampliado quase duas vezes. O segundo andar para os tribunais de terras também foi concluído, enquanto os demais interiores foram deixados inalterados. Todas as paredes externas do Tribunal são decoradas com pilastras classicistas, no tímpano existe um relevo representando o símbolo da justiça.
Um baixo-relevo característico está localizado no topo da fachada externa. Dois brasões estão representados no escudo localizado no centro deste baixo-relevo. Um deles é a Águia, que é o símbolo da Polónia, o outro é Vytis — o símbolo da Lituânia. Acima do brasão está a coroa dos reis da Polónia, encimada por uma cruz. Em ambos os lados do brasão, há figuras de mulheres sentadas. Um deles segura uma espada na mão, e o outro uma balança — símbolos de justiça. Há um leão aos pés de um deles. Em 1977, o baixo-relevo foi reconstruído.
Na época de Estanislau de agosto, o Tribunal abrigou o estúdio artístico do pintor real Marcello Bacciarelli, ou seja, Bacciarellówka. Houve até planos para organizar a primeira academia polonesa de belas artes lá.
Entre as inúmeras pinturas atualmente coletadas no edifício do Tribunal, há um retrato do Rei Stefan Batory e um retrato de Stanisław Małachowski — o Marechal da Sejm de Quatro Anos.
Atualmente, o prédio do antigo Tribunal da Coroa abriga o Palácio do Casamento e no porão — a antiga adega e prisão — a Rota Subterrânea de Lublin. Eventos culturais também são realizados aqui, incl. concertos de música, e algumas das salas são ocupadas pelo Museu de História da Câmara Municipal e pelo Tribunal da Coroa.

## Pata do diabo (Czarcia łapa)
A lenda de Lublin, confirmada em fontes históricas, e seu lugar é o Tribunal da Coroa de Lublin. Uma de suas versões diz que em 1637 ou 1638 o julgamento de uma viúva ocorreu no Tribunal de Lublin. A parte na disputa foi o magnata que subornou os juízes. A desesperada viúva ergueu as mãos para o crucifixo pendurado no tribunal e exclamou: "Se o inferno tivesse julgado, eles teriam proferido uma sentença mais justa!" Naquela mesma noite, misteriosas figuras vestidas com uns żupan, uns kontusz e perucas pretas apareceram na sala do tribunal. O escritor que registrou o julgamento viu os chifres do diabo escondidos em seu cabelo e sentiu o cheiro de enxofre. Satanás proferiu a sentença em favor da mulher e, para selá-la, o juiz diabólico apoiou a mão na mesa, queimando a marca da mão no quadro. Foi então que Cristo, sobre um crucifixo no tribunal, virou a cabeça para não ver como os julgamentos do diabo são mais justos do que os humanos. Até hoje, o Tribunal Cross está localizado em uma das capelas da catedral de Lublin, e a mesa com uma pata do diabo queimada, datada de antes de 1578, está no museu do Castelo.